# Chuck Jones
 (février 2009).
Si vous disposez d'ouvrages ou d'articles de référence ou si vous connaissez des sites web de qualité traitant du thème abordé ici, merci de compléter l'article en donnant les références utiles à sa vérifiabilité et en les liant à la section « Notes et références ».
Pour les articles homonymes, voir Chuck Jones (homonymie) et Jones.
Charles Martin « Chuck » Jones, né le 21 septembre 1912 à Spokane, État de Washington, et mort le 22 février 2002  à Corona Del Mar, Californie, est un réalisateur, producteur et scénariste américain de films d'animation.
Il est le créateur ou le cocréateur de plusieurs personnages emblématiques de dessins animés américains issus des studios Warner Bros dans la série des Looney Tunes et Merrie Melodies tel que Bugs Bunny, Daffy Duck, Elmer Fudd, Porky Pig, Bip Bip, Vil Coyote, Ralph le loup, Sam le chien de berger, Marvin le Martien, Pépé le putois, Gossamer, Hennery le faucon, et Hugo l’Abominable homme des neiges.

## Biographie

### Naissance et débuts dans le cinéma
Né le 21 septembre 1912 à Spokane dans l’État de Washington aux États-Unis, Chuck Jones a grandi à Hollywood où il passa son temps à admirer les talents comiques de Charlie Chaplin et Buster Keaton et fut même engagé de temps à autre pour de petits rôles d'enfants. Jones a fréquenté la prestigieuse « Chouinard Art Institute » devenue depuis le « California Institute of the Arts ». Chuck Jones commença à gagner sa vie en proposant des portraits à un dollar pièce sur Olvera Street. C'est en 1932 qu'il fit ses premiers pas dans le monde de l'animation lorsqu'il fut engagé par l'ex-animateur clé des studios Disney, Ub Iwerks. Il a commencé sa carrière dans le monde de l’animation au bas de l’échelle comme nettoyeur des cellulos utilisés (Cel-washer) dans les studios de « Ub Iwerks » et par la suite, il sera assistant animateur. C’est à cette époque qu’il rencontre sa femme Dorothy Webster.

### Débuts du succès

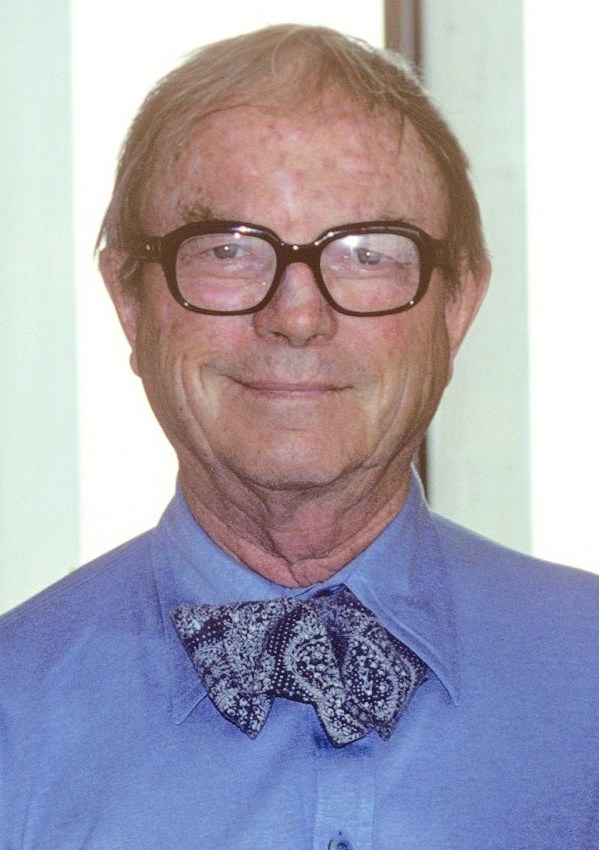
Chuck Jones en 1977.

Il travaille un bref moment aux studios de Charles Mintz and Walter Lantz, avant de se joindre par la suite aux studios de Leon Schlesinger en 1933, une filiale des studios Warner Bros, créateur des Merrie Melodies et des Looney Tunes, où il officie, pendant près de trente ans jusqu’à la fermeture des studios en 1962, à l’exception d’un court intermède en 1955 avec les Studios Disney.
Dès son arrivée au sein de Warner Bros, il est introduit dans l’équipe de création de Tex Avery. Comme il manque de place dans les petits studios de Schlesinger, Avery, Jones et le reste de l’équipe sont installés dans un bâtiment adjacent qui est surnommé « Termite Terrace ».
Il devient alors animateur aux côtés de Virgil Ross, Sid Sutherland et de Bob Clampett, autre créateur de la Warner Bros, à l'origine du terme 'Looney' de Looney Tunes. En 1938, à l’âge de 25 ans, Jones dirigea son premier dessin animé The Night Watchman. Il finira par diriger son propre département au sein de Warner Bros. Cartoons, ce qui l'amènera dans les années 1950 -sa période la plus prolifique- à créer des classiques du dessin animé comme le légendaire tandem Bip Bip et Coyote (Road Runner et Wile E. Coyote), Michigan J. Frog, Marvin le Martien (Marvin the Martian) ou Pépé le putois (Pepé le Pew). Dans une grande partie de son œuvre, Jones s'adjoindra le scénariste de talent Michael Maltese, en plus de recourir au talents de dessinateur, d’animation et de réalisation de Maurice Noble, Abe Levitow, Ken Harris et Ben Washam (en).
Pendant la Seconde Guerre mondiale, Jones travaille en étroite collaboration avec Theodor Geisel (plus connu sous le pseudonyme Dr Seuss) dans la série d’animation « Private Snafu », un dessin animé commandé par l’Armée américaine. D’une façon amusante, le soldat Snafu montrait aux soldats américains comment porter une attention particulière au risque d’espionnage ou de laisser-aller. Jones et Seuss collaborerons ensuite ensemble sur plusieurs adaptations des livres de Seuss.
À la suite de la fermeture des studios d’animation de la Warner Bros en 1962, Chuck Jones part pour la MGM (Metro-Goldwin-Mayer) et travaille sur la série Tom & Jerry, tout en se concentrant sur divers projets, comme l'adaptation télévisée du spécial de Noël Comment le Grinch a volé Noël un autre classique du dessin animé qui passe et repasse à chaque Noël depuis.
Toujours en 1962, Chuck Jones s’associe avec Les Goldman et fonde leur propre société Sib Tower 12 Productions, qui devient Chuck Jones Entreprises en 1970, avec laquelle, il produit neuf films d'animation d'une demi-heure pour la télévision, entre 1971 et 1976. Ils se joignent à ABC Television en 1972 pour la création du « Bugs Bunny Show ». Avec son entreprise, il fait des publicités, de nouveaux dessins animés, des émissions de télévision régulières. Parmi les réalisations, on remarque une adaptation de certaines œuvres de Rudyard Kipling “The Jungle Book: Mowgli's Brothers”, “The White Seal” et “Rikki-Tikki-Tavi”. La production en 1979 du film The Bugs Bunny/Road Runner Movie consiste en une compilation des meilleurs dessins animés de Jones.
Chuck Jones reste actif jusqu’à sa mort en 2002. Il met sur le marché des collectionneurs des dessins originaux et dédicacés avec le concours de sa fille Linda, qui gérait l'affaire et apparaissait à de nombreuses conventions et festivals de films à travers le monde, avec notamment une rétrospective de son œuvre au Museum of Modern Art de New York.
En 1981, il travaille en tant que conseiller à la création et créateur graphique sur le spécial de Noël Un Noël de Chipmunk avec Alvin et les Chipmunks.
En 1989, il publie son autobiographie Chuck Amuck et de nombreux ouvrages pour enfants. En 2000, il fonde la Chuck Jones Foundation destinée à promouvoir, défendre, et instruire l'Art de l'animation traditionnelle, ce qui constitue l'héritage qu'il laisse aux générations à venir et qu'il lègue au patrimoine mondial du cinéma d'animation.
Il fait une courte apparition dans le film Gremlins en 1984 et dirige la séquence de Bugs Bunny et Daffy Duck dans Gremlins 2 : La Nouvelle Génération en 1990. Jones dirige aussi la séquence animée dans le film Stay Tuned en 1992 et celle dans « Madame Doubtfire » en 1993.

### Mort
Jones meurt d'une rupture cardiaque le 22 février 2002, à l’âge de 89 ans. La disparition de Jones fait tomber le rideau sur la famille des créateurs des Looney Tunes et des Merrie Melodies. Mel Blanc, Friz Freleng, Tex Avery, Bob Clampett, Bob McKimson, Rudolf Ising, Hugh Harman, Milt Franklyn, Frank Tashlin, Arthur Davis, et Carl W. Stalling sont tous décédés avant Jones, et par là même, ont tous passé à la postérité des génies éternels du dessin animé.
Il est incinéré et ses cendres sont dispersées en mer.

## Héritage
Chuck Jones participe à la création de plus de 300 dessins animés, devenus pour la plupart des classiques, dont la moitié sont des épisodes de Bugs Bunny et de Daffy Duck, dont les mémorables Quel opéra, docteur ? en 1957, Farce au canard en 1952 et la fameuse trilogie de chasse Chassé-croisé, Conflit de canard et Qui va à la chasse ? créé entre 1951 et 1953. Chuck Jones a reçu 9 nominations aux Oscars, en remportant 3 à titre de réalisateur. Oscar pour Tout ça pour si peu en 1950, Relent d'amour en 1950 et Le Point et la Ligne en 1966, aussi Palme d'or du Meilleur court métrage au Festival de Cannes en 1966.
Chuck Jones compte 8 nominations avec Warner Bros; (So Much for So Little - Oscar en 1950, Relent d'amour - Oscar en 1950, Chat-lucinations en 1949, Le Doux Rêveur en 1954, La Note ivre en 1960, Bip Bip préparé en 1961, La Vie de Nelly en 1961, Écoutez attentivement ! en 1963) et une avec MGM, (Le Point et la Ligne - Oscar en 1966), en plus de recevoir de nombreux prix et hommages. Il est la première personne à recevoir deux importants honneurs la même année en 1996 en recevant un Oscar, hommage pour l'ensemble de sa prolifique carrière de plus de 60 ans, totalement consacrée au cinéma d'animation et le titre honoraire de Membre à vie de la Guilde des réalisateurs des États-Unis (Director's Guild of America's). Chuck Jones a aussi sa propre étoile sur l'Allée des célébrités ou Promenade de la Gloire au 7011 Hollywood Blvd.

## Filmographie

### Comme réalisateur
- 1938 : Le Veilleur de nuit (The Night Watchman)
- 1939 : Dog Gone Modern
- 1939 : Robin Hood Makes Good
- 1939 : Mystère et Boules de poils (Prest-O Change-O)
- 1939 : Daffy et le Dinosaure (Daffy Duck and the Dinosaur)
- 1939 : Naughty but Mice
- 1939 : Gloire d'antan (Old Glory, 1939)
- 1939 : Snowman's Land
- 1939 : Little Brother Rat
- 1939 : The Little Lion Hunter
- 1939 : The Good Egg
- 1939 : Sniffles and the Bookworm
- 1939 : The Curious Puppy
- 1940 : Mighty Hunters
- 1940 : Elmer's Candid Camera
- 1940 : Sniffles Takes a Trip
- 1940 : Tom Thumb in Trouble
- 1940 : The Egg Collector
- 1940 : Ghost Wanted
- 1940 : Stage Fright
- 1940 : Bonne nuit Elmer (Good Night, Elmer)
- 1940 : Bedtime for Sniffles
- 1941 : Elmer's Pet Rabbit
- 1941 : Sniffles Bells the Cat
- 1941 : Joe Glow, the Firefly
- 1941 : Porky's Ant
- 1941 : Toy Trouble
- 1941 : Porky's Prize Pony
- 1941 : Inki and the Lion
- 1941 : Snow Time for Comedy
- 1941 : The Brave Little Bat
- 1941 : Saddle Silly
- 1941 : Porky's Midnight Matinee
- 1942 : The Bird Came C.O.D.
- 1942 : Porky's Cafe
- 1942 : Conrad the Sailor
- 1942 : Dog Tired
- 1942 : The Draft Horse
- 1942 : Hold the Lion, Please
- 1942 : The Squawkin' Hawk
- 1942 : Fox Pop
- 1942 : The Dover Boys at Pimento University or The Rivals of Roquefort Hall
- 1942 : My Favorite Duck
- 1942 : Case of the Missing Hare
- 1943 : Point Rationing of Foods
- 1943 : To Duck... or Not to Duck
- 1943 : Flop Goes the Weasel
- 1943 : Super-Rabbit
- 1943 : The Unbearable Bear
- 1943 : The Aristo-Cat
- 1943 : Coming Snafu
- 1943 : Wackiki Wabbit
- 1943 : Spies
- 1943 : The Infantry Blues
- 1943 : Fin'n Catty
- 1943 : Inki and the Minah Bird
- 1944 : Hell-Bent for Election
- 1944 : Going Home
- 1944 : Tom Turk and Daffy
- 1944 : Bugs Bunny and the Three Bears
- 1944 : The Weakly Reporter
- 1944 : Private Snafu Vs. Malaria Mike
- 1944 : A Lecture on Camouflage
- 1944 : Gas
- 1944 : Angel Puss
- 1944 : From Hand to Mouse
- 1944 : Outpost
- 1944 : Lost and Foundling
- 1945 : Secrets of the Caribbean
- 1945 : The Good Egg
- 1945 : Odor-able Kitty
- 1945 : Trap Happy Porky
- 1945 : In the Aleutians
- 1945 : It's Murder She Says...
- 1945 : Hare Conditioned
- 1945 : Fresh Airedale
- 1945 : No Buddy Atoll
- 1945 : Hare Tonic
- 1946 : Quentin Quail
- 1946 : Hush My Mouse
- 1946 : Hair-Raising Hare
- 1946 : The Eager Beaver
- 1946 : Fair and Worm-er
- 1946 : Roughly Squeaking
- 1947 : Scent-imental Over You
- 1947 : Inki at the Circus
- 1947 : A Pest in the House
- 1947 : Little Orphan Airedale
- 1948 : Mouse Wreckers
- 1948 : A Feather in His Hare
- 1948 : What's Brewin', Bruin?
- 1948 : Rabbit Punch
- 1948 : Haredevil Hare
- 1948 : You Were Never Duckier
- 1948 : House Hunting Mice
- 1948 : Daffy Dilly
- 1948 : My Bunny Lies over the Sea
- 1948 : Scaredy Cat
- 1949 : So Much for So Little
- 1949 : Awful Orphan
- 1949 : Mississippi Hare
- 1949 : The Bee-Deviled Bruin
- 1949 : Long-Haired Hare
- 1949 : Often an Orphan
- 1949 : Fast and Furry-ous
- 1949 : Frigid Hare
- 1949 : For Scent-imental Reasons
- 1949 : Bear Feat
- 1949 : Rabbit Hood
- 1950 : The Scarlet Pumpernickel
- 1950 : Homeless Hare
- 1950 : The Hypo-Chondri-Cat
- 1950 : 8 Ball Bunny
- 1950 : Dog Gone South
- 1950 : The Ducksters
- 1950 : Caveman Inki
- 1950 : Rabbit of Seville
- 1950 : Two's a Crowd
- 1951 : Bunny Hugged
- 1951 : Scent-imental Romeo
- 1951 : A Hound for Trouble
- 1951 : La lapinomalose (Rabbit Fire)
- 1951 : Chow Hound
- 1951 : The Wearing of the Grin
- 1951 : Cheese Chasers
- 1951 : A Bear for Punishment
- 1951 : Daffy la terreur (Drip-Along Daffy)
- 1952 : Operation: Rabbit
- 1952 : Feed the Kitty
- 1952 : Little Beau Pepé
- 1952 : Water, Water Every Hare
- 1952 : Beep, Beep
- 1952 : The Hasty Hare
- 1952 : Going! Going! Gosh!
- 1952 : Mouse-Warming
- 1952 : Confit de canard (Rabbit Seasoning)
- 1952 : Terrier-Stricken
- 1953 : From A to Z-Z-Z-Z
- 1953 : Don't Give Up the Sheep
- 1953 : Forward March Hare
- 1953 : Kiss Me Cat
- 1953 : Farce au canard (Duck Amuck)
- 1953 : Much Ado About Nutting
- 1953 : Wild Over You
- 1953 : Daffy Dodgers au 24e siècle et des poussières (Duck Dodgers in the 24½th Century)
- 1953 : Bully for Bugs
- 1953 : Zipping Along
- 1953 : Duck! Rabbit, Duck!
- 1953 : Punch Trunk
- 1954 : Feline Frame-Up
- 1954 : No Barking
- 1954 : The Cats Bah
- 1954 : Claws for Alarm
- 1954 : Bewitched Bunny
- 1954 : Stop! Look! and Hasten!
- 1954 : Lumber Jack Rabbit
- 1954 : Le Vendeur masqué (My Little Duckaroo)
- 1954 : Sheep Ahoy
- 1954 : Baby Buggy Bunny
- 1955 : A Hitch in Time
- 1955 : Beanstalk Bunny
- 1955 : Ready.. Set.. Zoom!
- 1955 : Past Perfumance
- 1955 : Rabbit Rampage
- 1955 : Double or Mutton
- 1955 : Jumpin' Jupiter
- 1955 : Knight-Mare Hare
- 1955 : Two Scent's Worth
- 1955 : Guided Muscle
- 1955 : One Froggy Evening
- 1956 : 90 Day Wondering
- 1956 : Bugs' Bonnets
- 1956 : Broom-Stick Bunny
- 1956 : Rocket Squad
- 1956 : Heaven Scent
- 1956 : Gee Whiz-z-z-z-z-z-z
- 1956 : Lapin impair et passe
- 1956 : Rocket-bye Baby
- 1956 : Élémentaire, mon cher (Deduce, You Say)
- 1956 : There They Go-Go-Go!
- 1956 : To Hare Is Human
- 1957 : Drafty, Isn't It?
- 1957 : Scrambled Aches
- 1957 : Ali Baba Bunny
- 1957 : Go Fly a Kit
- 1957 : Rêveur invétéré (Boyhood Daze)
- 1957 : Steal Wool
- 1957 : What's Opera, Doc?
- 1957 : Zoom and Bored
- 1957 : Touché and Go
- 1958 : Robin Hood Daffy
- 1958 : Hare-Way to the Stars
- 1958 : Whoa, Be-Gone!
- 1958 : To Itch His Own
- 1958 : Hook, Line and Stinker
- 1958 : Hip Hip-Hurry!
- 1958 : Cat Feud
- 1959 : Baton Bunny
- 1959 : Hot-Rod and Reel!
- 1959 : Wild About Hurry
- 1960 : Fastest with the Mostest
- 1960 : Who Scent You?
- 1960 : Rabbit's Feat
- 1960 : Ready, Woolen and Able
- 1960 : Hopalong Casualty
- 1960 : The Bugs Bunny Show (série TV)
- 1960 : High Note
- 1961 : Zip 'N Snort
- 1961 : The Mouse on 57th Street
- 1961 : The Abominable Snow Rabbit
- 1961 : Lickety-Splat
- 1961 : A Scent of the Matterhorn
- 1961 : Guerre de voisinage (Compressed Hare)
- 1961 : Beep Prepared
- 1961 : La Vie de Nelly
- 1962 : A Sheep in the Deep
- 1962 : Now Hear This
- 1962 : Adventures of the Road-Runner
- 1962 : Zoom at the Top
- 1962 : Louvre Come Back to Me!
- 1962 : Un petit monstre tombé du ciel (Martian Through Georgia)
- 1963 : Pent-House Mouse
- 1963 : I Was a Teenage Thumb
- 1963 : Hare-Breadth Hurry
- 1963 : Mad as a Mars Hare
- 1963 : Transylvania 6-5000
- 1963 : To Beep or Not to Beep
- 1964 : The Unshrinkable Jerry Mouse
- 1964 : Snowbody Loves Me
- 1964 : Much Ado About Mousing
- 1964 : Is There a Doctor in the Mouse?
- 1964 : The Cat Above and the Mouse Below
- 1964 : War and Pieces
- 1965 : Zip Zip Hooray!
- 1965 : The Year of the Mouse
- 1965 : Tom-ic Energy
- 1965 : Roadrunner a Go-Go
- 1965 : Of Feline Bondage
- 1965 : I'm Just Wild About Jerry
- 1965 : La Souris hantée (Haunted Mouse)
- 1965 : Duel Personality
- 1965 : The Cat's Me-Ouch
- 1965 : Bad Day at Cat Rock
- 1965 : Ah, Sweet Mouse-Story of Life
- 1965 : Le Point et la Ligne (The Dot and the Line)
- 1966 : Love Me, Love My Mouse
- 1966 : Jerry, Jerry, Quite Contrary
- 1966 : The Road Runner Show (série TV)
- 1966 : Le Grincheux qui voulait gâcher Noël! (How the Grinch Stole Christmas!) (TV)
- 1967 : Cat and Dupli-cat
- 1967 : Cannery Rodent
- 1967 : The Bear That Wasn't
- 1968 : The Bugs Bunny/Road Runner Hour (série TV)
- 1969 : The Pogo Special Birthday Special (TV)
- 1970 : Horton Hears a Who! (TV)
- 1970 : The Phantom Tollbooth
- 1973 : A Very Merry Cricket
- 1973 : Man: The Polluter
- 1973 : The Cricket in Times Square (TV)
- 1975 : Yankee Doodle Cricket (TV)
- 1975 : The White Seal (TV)
- 1975 : Rikki-Tikki-Tavi (TV)
- 1976 : Carnival of the Animals
- 1977 : Mowgli's Brothers (TV)
- 1978 : A Connecticut Rabbit in King Arthur's Court (TV)
- 1978 : The Bugs Bunny/Road Runner Show (série TV)
- 1979 : Freeze Frame (TV)
- 1979 : Bugs Bunny et Road Runner le film (The Great American Chase)
- 1979 : Raggedy Ann & Andy: The Pumpkin Who Couldn't Smile (TV)
- 1980 : Spaced Out Bunny (TV)
- 1980 : Portrait of the Artist as a Young Bunny (TV)
- 1980 : Duck Dodgers and the Return of the 24½th Century (TV)
- 1980 : Soup or Sonic (TV)
- 1980 : Bugs Bunny's Bustin' Out All Over (TV)
- 1980 : Daffy Duck's Thanks-for-Giving (TV)
- 1983 : L'Île fantastique de Daffy Duck (Daffy Duck's Movie: Fantastic Island)
- 1985 : The Bugs Bunny/Looney Tunes Comedy Hour (série TV)
- 1986 : Pepe Le Pew's Skunk Tales (vidéo)
- 1986 : The Bugs Bunny and Tweety Show (série TV)
- 1988 : Daffy Duck's Quackbusters
- 1991 : Bugs Bunny's Overtures to Disaster (TV)
- 1994 : Chariots of Fur
- 1995 : Another Froggy Evening
- 1996 : From Hare to Eternity
- 1996 : Superior Duck

### Comme producteur
- 1960 : The Bugs Bunny Show (série TV)
- 1963 : Pent-House Mouse
- 1964 : The Unshrinkable Jerry Mouse
- 1964 : Snowbody Loves Me
- 1964 : Much Ado About Mousing
- 1964 : Is There a Doctor in the Mouse?
- 1964 : The Cat Above and the Mouse Below
- 1965 : The Year of the Mouse
- 1965 : Tom-ic Energy
- 1965 : Of Feline Bondage
- 1965 : Jerry-Go-Round
- 1965 : I'm Just Wild About Jerry
- 1965 : La Souris hantée (Haunted Mouse)
- 1965 : Duel Personality
- 1965 : The Cat's Me-Ouch
- 1965 : The Brothers Carry-Mouse-Off
- 1965 : Bad Day at Cat Rock
- 1965 : Ah, Sweet Mouse-Story of Life
- 1965 : Le Point et la ligne (The Dot and the Line)
- 1966 : Puss 'n' Boats
- 1966 : Matinee Mouse
- 1966 : Love Me, Love My Mouse
- 1966 : Jerry, Jerry, Quite Contrary
- 1966 : Filet Meow
- 1966 : Catty-Cornered
- 1966 : The A-Tom-inable Snowman
- 1966 : Le Grincheux qui voulait gâcher Noël! (How the Grinch Stole Christmas!) (TV)
- 1967 : Surf-Bored Cat
- 1967 : Rock 'n' Rodent
- 1967 : Purr-Chance to Dream
- 1967 : O-Solar-Meow
- 1967 : The Mouse from H.U.N.G.E.R.
- 1967 : Guided Mouse-ille
- 1967 : Cat and Dupli-cat
- 1967 : Cannery Rodent
- 1967 : Advance and Be Mechanized
- 1967 : Off to See the Wizard (série TV)
- 1967 : The Bear That Wasn't
- 1969 : The Pogo Special Birthday Special (TV)
- 1970 : Horton Hears a Who! (TV)
- 1970 : The Phantom Tollbooth
- 1971 : The Cat in the Hat (TV)
- 1971 : Curiosity Shop (série TV)
- 1971 : A Christmas Carol
- 1973 : The Cricket in Times Square (TV)
- 1975 : The White Seal (TV)
- 1975 : Rikki-Tikki-Tavi (TV)
- 1976 : Carnival of the Animals
- 1978 : A Connecticut Rabbit in King Arthur's Court (TV)
- 1979 : Bugs Bunny et Road Runner le film (The Great American Chase)
- 1980 : Spaced Out Bunny (TV)
- 1980 : Portrait of the Artist as a Young Bunny (TV)
- 1980 : Duck Dodgers and the Return of the 24½th Century (TV)
- 1980 : Soup or Sonic (TV)
- 1980 : Bugs Bunny's Bustin' Out All Over (TV)
- 1994 : Chariots of Fur
- 1995 : Another Froggy Evening
- 1996 : From Hare to Eternity
- 1997 : Father of the Bird
- 1997 : Pullet Surprise
- 2001 : Timber Wolf (vidéo)

### Comme scénariste
- 1949 : So Much for So Little
- 1952 : Orange Blossoms for Violet
- 1955 : A Hitch in Time
- 1957 : Drafty, Isn't It?
- 1961 : Lickety-Splat
- 1962 : A Sheep in the Deep
- 1962 : Adventures of the Road-Runner
- 1962 : Zoom at the Top
- 1962 : Chat, c'est Paris (Gay Purr-ee)
- 1970 : The Phantom Tollbooth
- 1973 : A Very Merry Cricket
- 1973 : The Cricket in Times Square (TV)
- 1975 : Yankee Doodle Cricket (TV)
- 1975 : The White Seal (TV)
- 1976 : Carnival of the Animals
- 1978 : A Connecticut Rabbit in King Arthur's Court (TV)
- 1979 : Freeze Frame (TV)
- 1979 : Bugs Bunny et Road Runner le film (The Great American Chase)
- 1979 : Bugs Bunny's Looney Christmas Tales (TV)
- 1980 : Spaced Out Bunny (TV)
- 1980 : Portrait of the Artist as a Young Bunny (TV)
- 1980 : Duck Dodgers and the Return of the 24½th Century (TV)
- 1980 : Soup or Sonic (TV)
- 1980 : Bugs Bunny's Bustin' Out All Over (TV)
- 1994 : Chariots of Fur
- 1998 : Marvin the Martian & K9: 50 Years on Earth (vidéo)
- 2004 : Daffy Duck for President (vidéo)

### Comme acteur
- 1969 : The Pogo Special Birthday Special (TV) : Porky Pine / Bun Rab / Basil the Butterfly (voix)
- 1970 : Horton Hears a Who! (TV) : Additional Voices (voix)
- 1971 : Curiosity Shop (série télévisée) : Mr. Jones (voix)
- 1984 : Gremlins : Mr. Jones
- 1987 : The Arrogant : Policeman
- 1987 : L'Aventure intérieure (Innerspace) : Supermarket Customer

## Récompenses et distinctions

### Récompense
- 1974 : Prix Inkpot
- 1996 : Oscar d'honneur

## Hommage
L'astéroide (11356) Chuckjones a été nommé en son honneur.